# میکروسکوپ تضاد فاز
میکروسکوپ تضاد فاز (phase-contrast microscopy: PCM) یک روش تصویربرداری با میکروسکوپ نوری است که تغییرات فاز نور عبوری از نمونه شفاف را به تفاوت‌هایی در روشنایی تصویر تبدیل می‌کند. تغییرات فاز در حالت عادی نامرئی هستند، اما زمانی که به صورت تفاوت‌هایی در روشنایی نشان داده شود، قابل مشاهده می‌شوند.
وقتی امواج نوری در محیطی غیر از خلاء حرکت کنند، برهمکنش آن‌ها با محیط اطراف باعث می‌شود دامنه و فاز موج به طریقی وابسته به ویژگی‌های محیط تغییر کند. تغییرات در دامنه (روشنایی) که از جذب و پراکندگی نور ناشی می‌شود اغلب وابسته به طول موج نور است و امکان دارد باعث تجزیه نور و ایجاد نور رنگی شود.
چشم انسان و تجهیزات عکاسی فقط به تغییرات در دامنه حساس هستند. درنتیجه بدون تمهیدات ویژه، تغییرات فاز برای ما نامرئی هستند. با این حال، تغییرات فاز اغلب اطلاعات مهمی را منتقل می‌کنند.

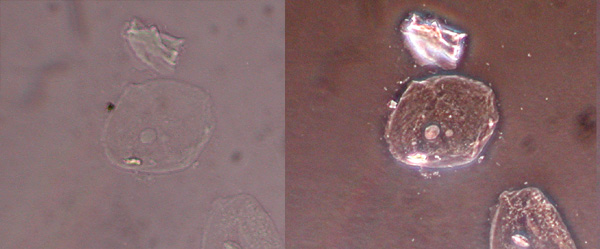
سلول‌های مشابه که با میکروسکوپ زمینه روشن سنتی (سمت چپ) و با میکروسکوپ تضاد فاز (راست) تصویربرداری شده‌اند.

میکروسکوپ تضاد فاز در زیست‌شناسی نیز خیلی مهم است. همان‌طور که در شکل نشان داده شده‌است، می‌تواند بسیاری از ساختارهای سلولی که با یک میکروسکوپ زمینه روشن نامرئی هستند را نشان دهد. این ساختارها در گذشته با رنگ‌آمیزی برای میکروسکوپ‌نگاران قبلی قابل مشاهده بودند، اما این روش نیاز به آماده‌سازی بیشتر داشت و باعث مرگ سلول‌ها می‌گشت. میکروسکوپ تضاد فاز به زیست شناسان امکان مطالعه سلول‌های زنده و چگونگی تکثیر آنها از طریق تقسیم سلولی را می‌دهد. این روش یکی از روش‌های انگشت شمار موجود برای تعیین کمیت ساختار سلولی و اجزاء آن هاست که از فلورسانس استفاده نمی‌کند. پس از اختراع آن در اوایل ۱۹۳۰ میلادی، میکروسکوپ تضاد فاز چنان پیشرفتی در تصویر برداری میکروسکوپی بود که مخترع آن فریتز زرنیک در سال ۱۹۵۳ جایزه نوبل فیزیک را برنده شد.

## نحوه عملکرد
روش اساسی برای قابل مشاهده کردن تغییرات فاز در میکروسکوپ تضاد فاز، این است که نور روشن کننده (پس زمینه) و نور پراکنده شده در نمونه (که جزئیات پیش زمینه را تشکیل می‌دهد) از هم جدا شده و هر کدام را به روش جداگانه ای دستکاری شوند.
نور حلقه ای شکل روشن کننده (سبز رنگ) که از حلقه کندانسور عبور می‌کند توسط کندانسور بر روی نمونه متمرکز می‌شود. مقداری از نور روشن کننده توسط نمونه پراکنده می‌شود (زرد رنگ). نور باقیمانده تحت تأثیر نمونه قرار نمی‌گیرد و نور پس زمینه (قرمز رنگ) را تشکیل می‌دهد. هنگام مشاهده یک نمونه بیولوژیکی رنگ‌آمیزی نشده، نور پراکنده شده ضعیف است و معمولاً ۹۰- درجه نسبت به نور پس‌زمینه (به دلیل ضخامت نمونه و تفاوت ضریب شکست بین بافت بیولوژیکی و محیط اطراف) تغییر فاز می‌دهد. این اتقاق منجر به این می‌شود که پیش زمینه (بردار آبی رنگ) و پس زمینه (بردار قرمز رنگ) تقریباً یک شدت داشته باشند و در نتیجه تضاد تصویر کم باشد.
در میکروسکوپ تضاد فاز، تضاد موجود در تصویر به دو صورت افزایش می‌یابد:
1. با ایجاد تداخل سازنده بین پرتوهای نور پس‌زمینه و نور پراکنده شده در مناطقی از میدان دید که حاوی نمونه هستند.
2. با کاهش میزان نور پس‌زمینه که به صفحه تصویر می‌رسد.

در ابتدا نور پس‌زمینه از یک حلقه تغییر فاز عبور داده می‌شود و به میزان -۹۰ درجه تغییر فاز می‌دهد، که باعث می‌شود اختلاف فاز بین پس‌زمینه و پرتوهای نور پراکنده حذف شود.

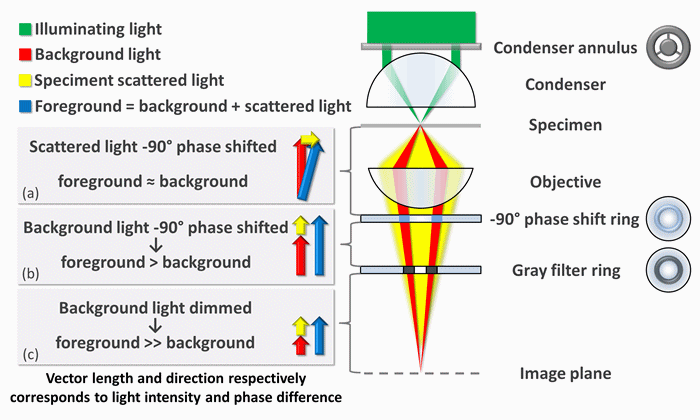
- نور سبز: نور روشن سازی
- نور قرمز: نور پس زمینه
- نور زرد: نور پراکنده شده توسط نمونه
- نور آبی: نور پس زمینه+نور پراکنده شده

وقتی نور روی صفحه تصویر (محل قرارگیری چشمی یا دوربین) متمرکز می‌شود، تغییر فاز ایجاد شده باعث می‌شود که پس زمینه و پرتوهای نور پراکنده شده (پرتوهای منشأ گرفته از مناطقی از میدان دید که حاوی نمونه است)، به‌طور سازنده تداخل پیدا کنند و این تداخل منجر به افزایش روشنایی در این مناطق در مقایسه با مناطقی که نمونه را در بر نمی‌گیرند شود. در نهایت، پس‌زمینه توسط یک حلقه فیلتر کاهنده نور (فیلتر خاکستری) ۷۰–۹۰٪ کم‌نور تر می‌شود. در این روش در حالی که میزان نور پراکنده شده (نور روشن کننده ای که توسط نمونه پراکنده شده) حداکثر می‌شود، میزان نور روشن کننده که به صفحه تصویر می‌رسد حداقل می‌شود. بخشی از نور پراکنده شده که کل سطح فیلتر را روشن می‌کند، توسط حلقه‌های کاهنده نور کم نور شده و تغییر فاز می‌دهد، اما نور پس زمینه به میزان بسیار کمتری از آن کم نور شده و تغییر فاز می‌دهد زیرا فقط حلقه‌های خاکستری و حلقه‌های فیلتر تغییر فاز را روشن می‌کند.
در پاراگراف بالا تضاد فاز منفی را توضیح دادیم. در حالت تضاد فار مثبت، نور پس‌زمینه ۹۰+ درجه تغییر فاز پیدا می‌کند؛ بنابراین نور پس زمینه ۱۸۰ درجه نسبت به نور پراکنده شده تقاوت فاز خواهد داشت. سپس نور پراکنده شده از نور پس زمینه کم می‌شود تا تصویری با پیش زمینه تیره‌تر و پس زمینه روشن‌تر، همان‌طور که در تصویر اول نشان داده شد، تشکیل شود.

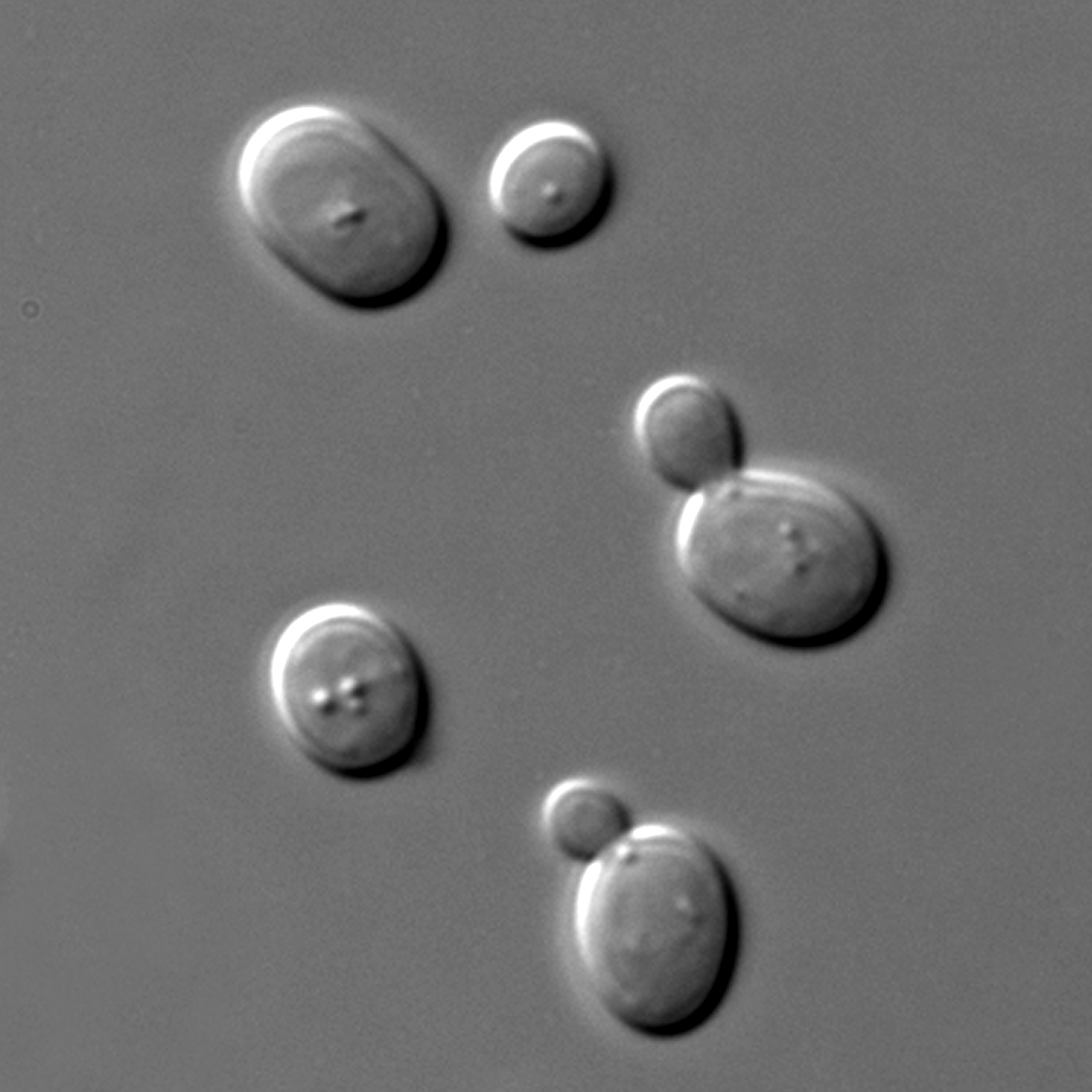
تصویربرداری از سلول‌های S cerevisiae توسط میکروسکوپ DIC

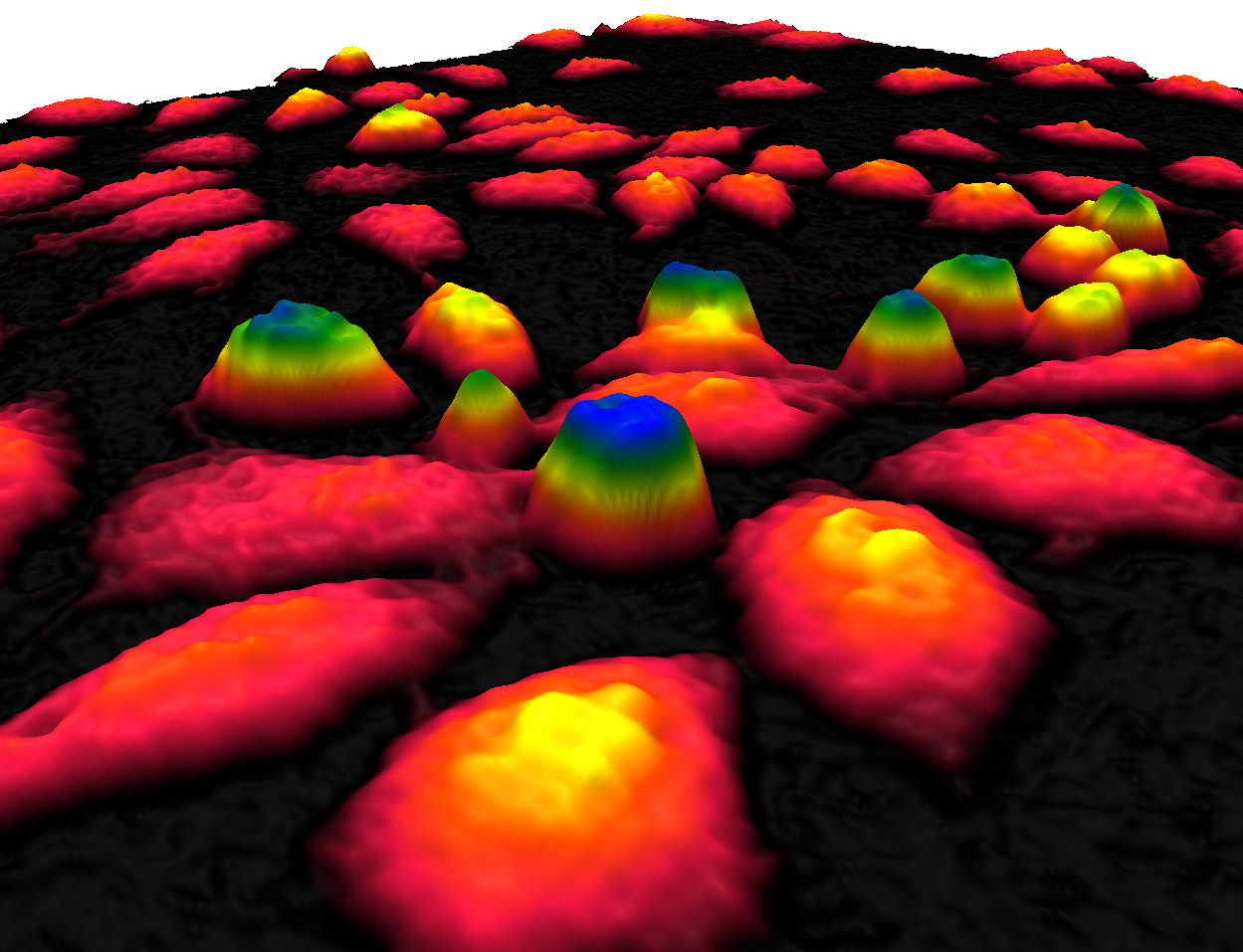
تصویر میکروسکوپ تضاد فاز کمی از سلول‌های در کشت. ارتفاع و رنگ یک نقطه تصویر مطابق با ضخامت نوری است که فقط به ضخامت جسم و ضریب شکست نسبی بستگی دارد؛ بنابراین حجم یک جسم زمانی قابل تعیین است که تفاوت ضریب شکست بین جسم و محیط اطراف مشخص باشد.

موفقیت میکروسکوپ تضاد فاز منجر به تعدادی روش تصویربرداری فازی شد. پس از آن در سال ۱۹۵۲، جرج نومارسکی اختراعی را به ثبت رساند که امروزه به عنوان میکروسکوپ تضاد تداخل دیفرانسیل (DIC) شناخته می‌شود. در این نوع میکروسکوپ با ایجاد سایه‌های مصنوعی تضاد افزایش می‌یابد، گویی که جسم از پهلو روشن می‌شود. اما میکروسکوپ DIC زمانی که جسم یا ظرف آن پلاریزاسون را تغییر دهد، نامناسب است. با افزایش استفاده از ظروف پلاستیکی پلاریزه کننده در زیست‌شناسی سلولی، میکروسکوپ DIC به‌طور روزافزون با میکروسکوپ تضاد مدولاسیون هافمن که توسط رابرت هافمن در سال ۱۹۷۵ اختراع شد، جایگزین می‌شود.
روش‌های سنتی تضاد فاز، تضاد ایجاد شده را با روش‌های نوری افزایش می‌دادند و در نهایت روشنایی و اطلاعات فاز را در یک تصویر ترکیب می‌کردند. اما از زمان معرفی دوربین‌های دیجیتال در اواسط دهه ۱۹۹۰ میلادی، چندین روش جدید تصویربرداری دیجیتال فاز توسعه یافت که به‌طور کلی به عنوان میکروسکوپ کمی تضاد فاز شناخته می‌شود. در این روش به صورت دیجیتالی دو تصویر جداگانه ایجاد می‌شود، یک تصویر معمولی با زمینه روشن و یک تصویر تغییر فاز یافته. در هر نقطه تصویر، تصویر تغییر فازیافته، تغییر فاز کمی القا شده توسط جسم را نشان می‌دهد که با ضخامت نوری جسم متناسب است.